# Kimnotyze
"Kimnotyze" é o primeiro single de Lil' Kim do produtor musical DJ Tomekk para seu álbum de compilação Beat Of Life Vol. 1. Foi lançado apenas na Suíça, Áustria e Alemanha. A canção foi um sucesso, tornando-se terceira vez consecutiva Top 10 hit de Lil 'Kim na Alemanha após seu número primeiro hit "Lady Marmalade", com Christina Aguilera, Mya, P!nk e Missy Elliott e o seu terceiro hit "No Tonite Air", com Phil Collins. Kim é a única rapper a alcançar este topo na Alemanha.

## Sobre
A música é cantada principalmente em Inglês, mas também contém partes em Alemão, nomeadamente um rap por Trooper Da Don e recorrentes "richtig mir da Gib, egal Ganz wo" de Kim (Dá-me difícil, não importa onde). As amostras de músicas sua batida instrumental a partir de Mtume "Juicy Fruit" e seu refrão é uma re-interpretação do canção "Hypnotize" de The Notorious B.I.G. A canção também apresenta a melodia título da versão alemã do Sesame Street.

## TrackList
1. Kimnotyze (Radio/TV Version)  3:00
2. Kimnotyze (Lil Kim Mix)  3:03
3. Kimnotyze (Club Mix)  3:30
4. Kimnotyze (Instrumental)  3:21
5. Colorado Part. 1 (com Fatman Scoop) 4:33

## Charts
| Chart    | Posição |
| -------- | ------- |
| Áustria  | 31      |
| Bélgica  | 38      |
| Alemanha | 6       |
| Suíça    | 43      |